# Auguste Ottin
Auguste-Louis-Marie Ottin, né le 11 novembre 1811 à Paris et mort le 7 décembre 1890 à Neuilly-sur-Seine, est un sculpteur français.

## Biographie
Auguste Ottin  est le fils d'Auguste Denis Victoire Ottin (né en 1787 à Paris), tourneur sur cuivre et bronze, et le père de Léon-Auguste Ottin (1836-1918), artiste peintre et verrier.
Reçu à l'École des beaux-arts de Paris en 1825, Ottin devient l'élève de David d'Angers qui, engagé dans le courant romantique, lui apprend une sculpture libérée de l'académisme. Il obtient, conjointement avec Jean-Marie Bonnassieux, le second grand prix de Rome en sculpture de 1836 avec le relief Socrate buvant la cigüe. Le sculpteur part alors pour cinq ans à Rome comme pensionnaire de la villa Médicis. Il expose au Salon dès 1841. Son parcours, jalonné de récompenses, lui ouvre la porte des commandes d'État et lui assure la célébrité. Celle-ci, une fois établie, permet à sa personnalité débridée de s'épanouir en réalisant des œuvres indépendantes. Ottin a travaillé dans tous les courants de son époque, à l'aise aussi bien dans le romantisme que dans le style éclectique avec des commandes d'État, ou en recourant aux allégories. 
Auguste Ottin meurt le 7 décembre 1890 à la maison de retraite de la Fondation Galignani à Neuilly-sur-Seine.

## Œuvres
- Buste d'Ingres, 1839, Rome, villa Médicis.
- Buste d'Ingres, 1840, marbre, Montauban, musée Ingres-Bourdelle.
- Buste d'Ingres, vers 1840, plâtre teinté terre cuite, Paris, École nationale supérieure des beaux-arts.
- Buste d'Ingres, vers 1840, bronze, Versailles, châteaux de Versailles et de Trianon.
- Portrait de Charles Fourier, 1846, buste en marbre, musée des Beaux-Arts et d'Archéologie de Besançon.
- Portrait de Charles Fourier, vers 1850, buste en marbre ornant la cheminée du salon du premier étage du Palazzo Renai de Florence, commande de François Sabatier-Ungher en 1842, exposée aux Salons de 1850 et 1851[2].
- Laure de Noves, 1850, statue en marbre, série des Reines de France et Femmes illustres, commande de Louis-Philippe, Paris, jardin du Luxembourg.
- Polyphème surprenant Galatée dans les bras d'Acis, 1866, groupe en pierre et bronze ; Pan, statue en pierre ; Diane, statue en pierre, fontaine Médicis, Paris, jardin du Luxembourg.
- Hercule, statue dans la cour de la Conservation, Paris, jardin du Luxembourg.
- Campaspe se déshabillant devant Apelle par ordre d'Alexandre, 1883, Paris, palais du Louvre, façade nord de la Cour Carrée.
- Mercure et La Musique, Paris, bassin du square Émile-Chautemps.
- Pythéas et Euthymènes, statues en pierre, Marseille, façade du palais de la Bourse.

## Publication
- Méthode élémentaire de dessin, Paris, Librairie Hachette, 1868 (lire en ligne).

## Récompenses et distinctions
- Prix de Rome en 1836.
- Chevalier de la Légion d'honneur en 1867[3].

<u><big>Œuvres d'Auguste Ottin</big></u>
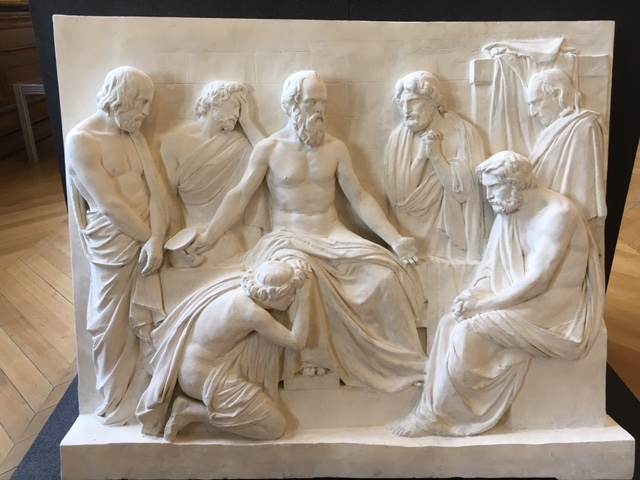
Socrate buvant la cigüe (1836), École des beaux-arts de Paris.
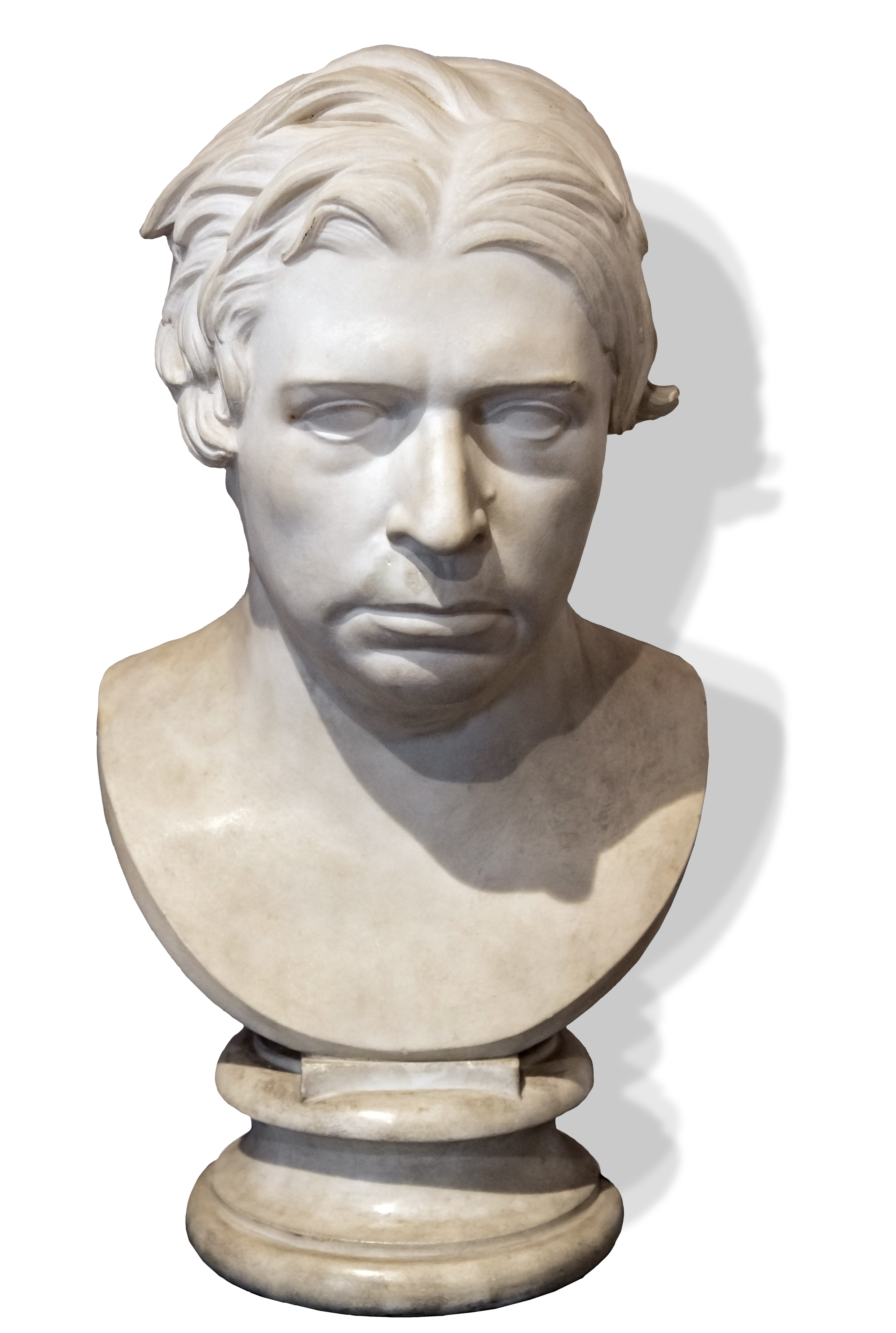
Buste d'Ingres (1840), marbre, Montauban, musée Ingres-Bourdelle.
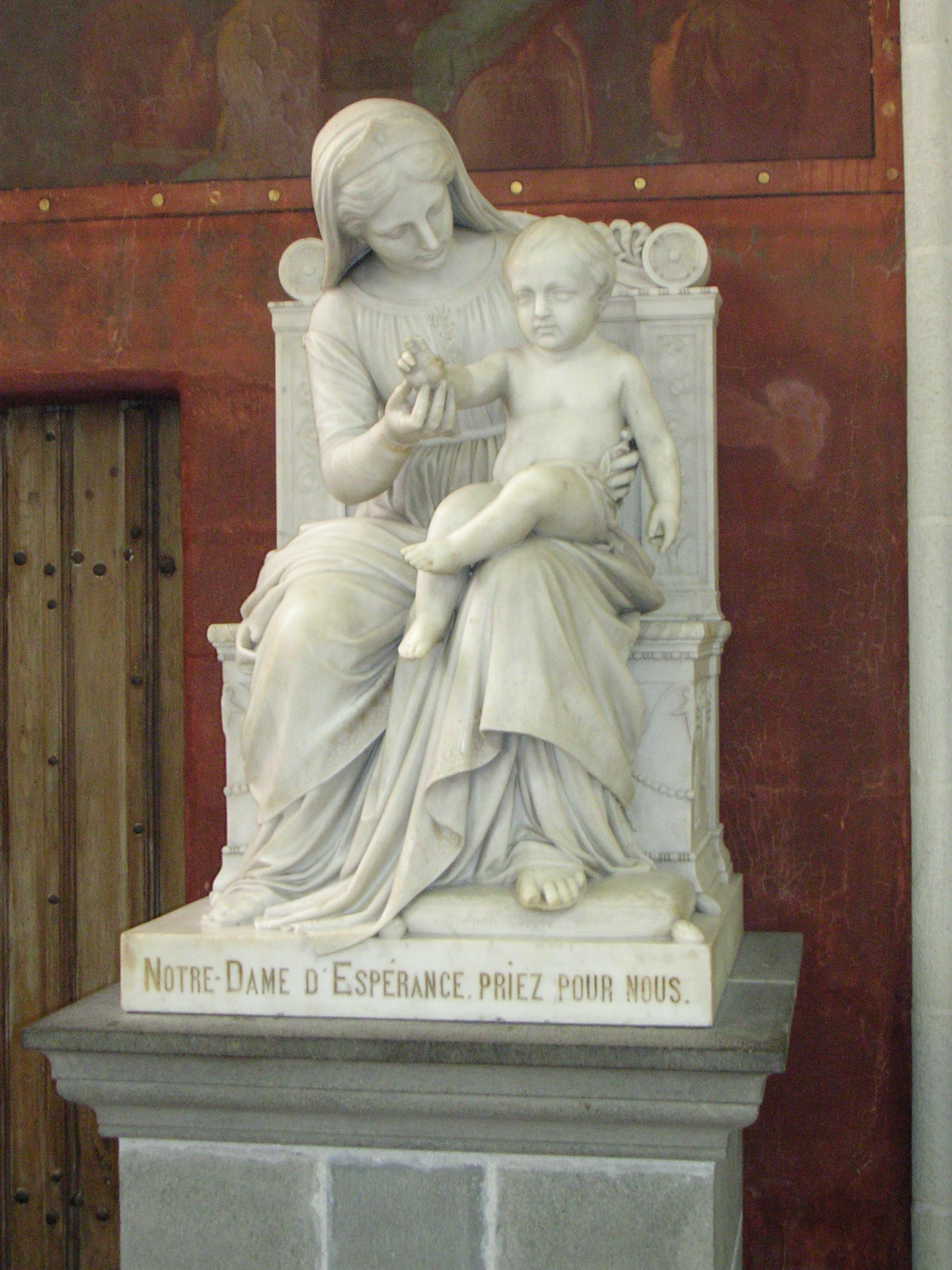
Vierge à l'Enfant (1846), Quimper, cathédrale Saint-Corentin.
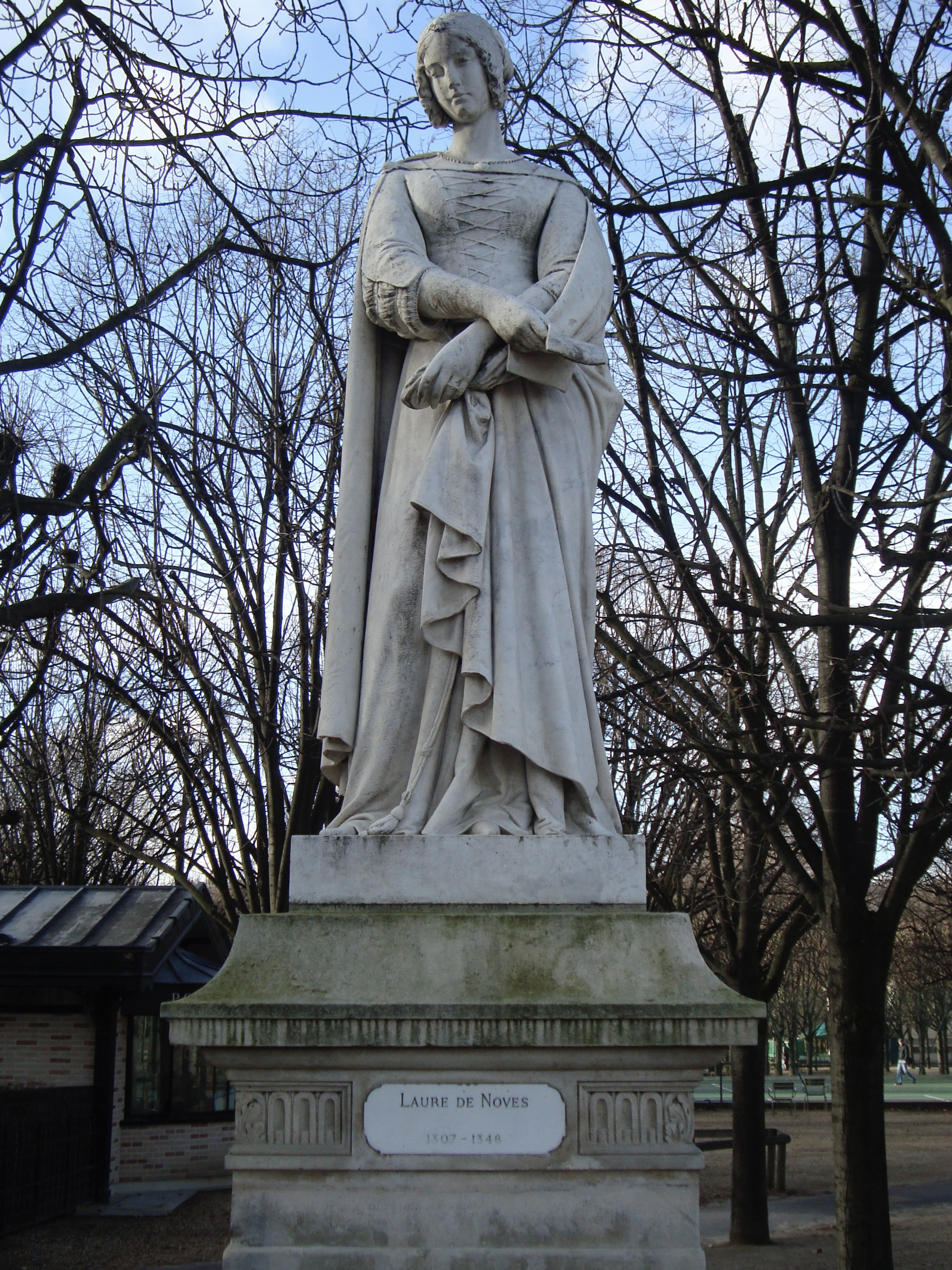
Laure de Noves (1850) de la série des Reines de France et Femmes illustres, Paris, jardin du Luxembourg.
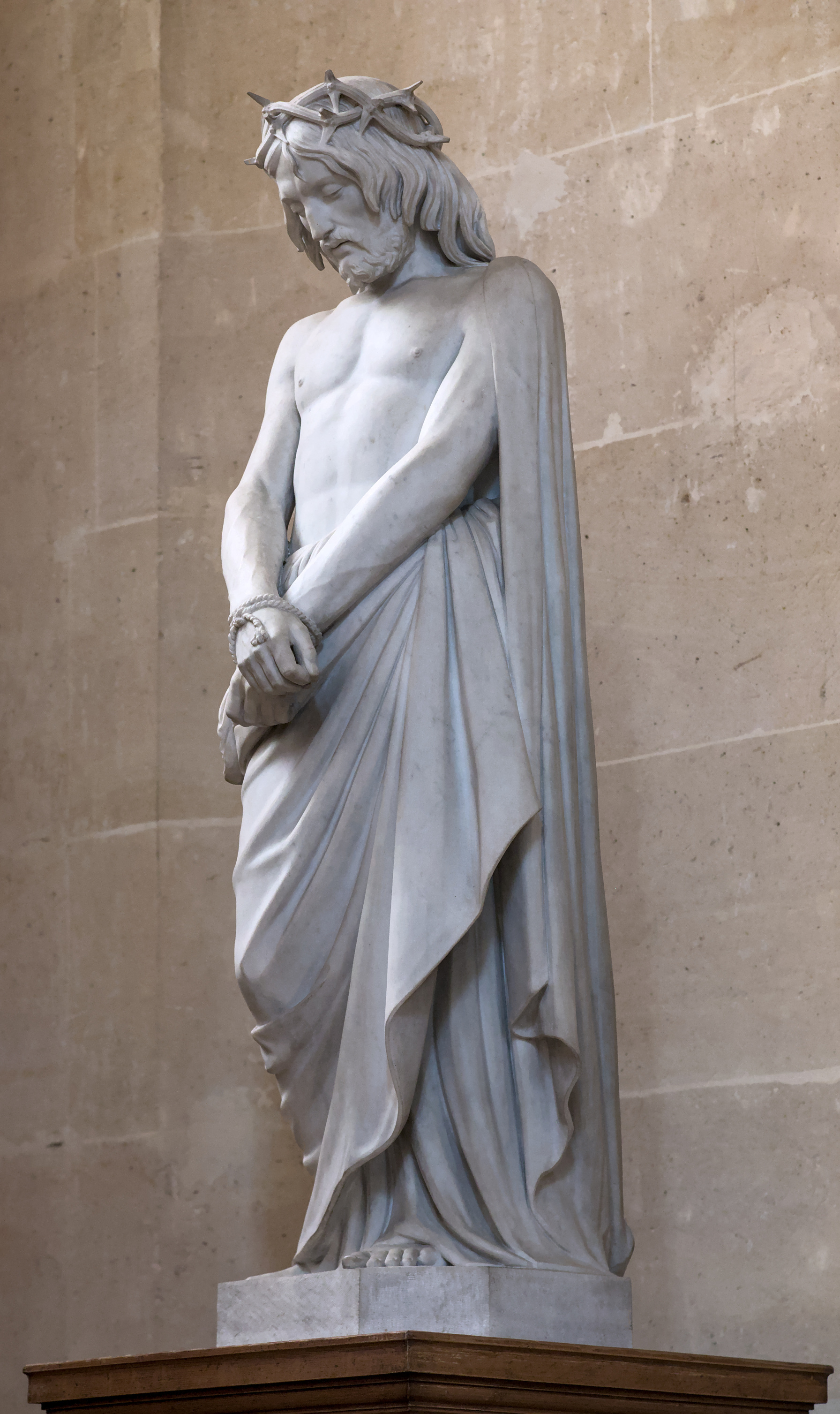
Ecce Homo (1854) - Versailles, Cathédrale Saint Louis
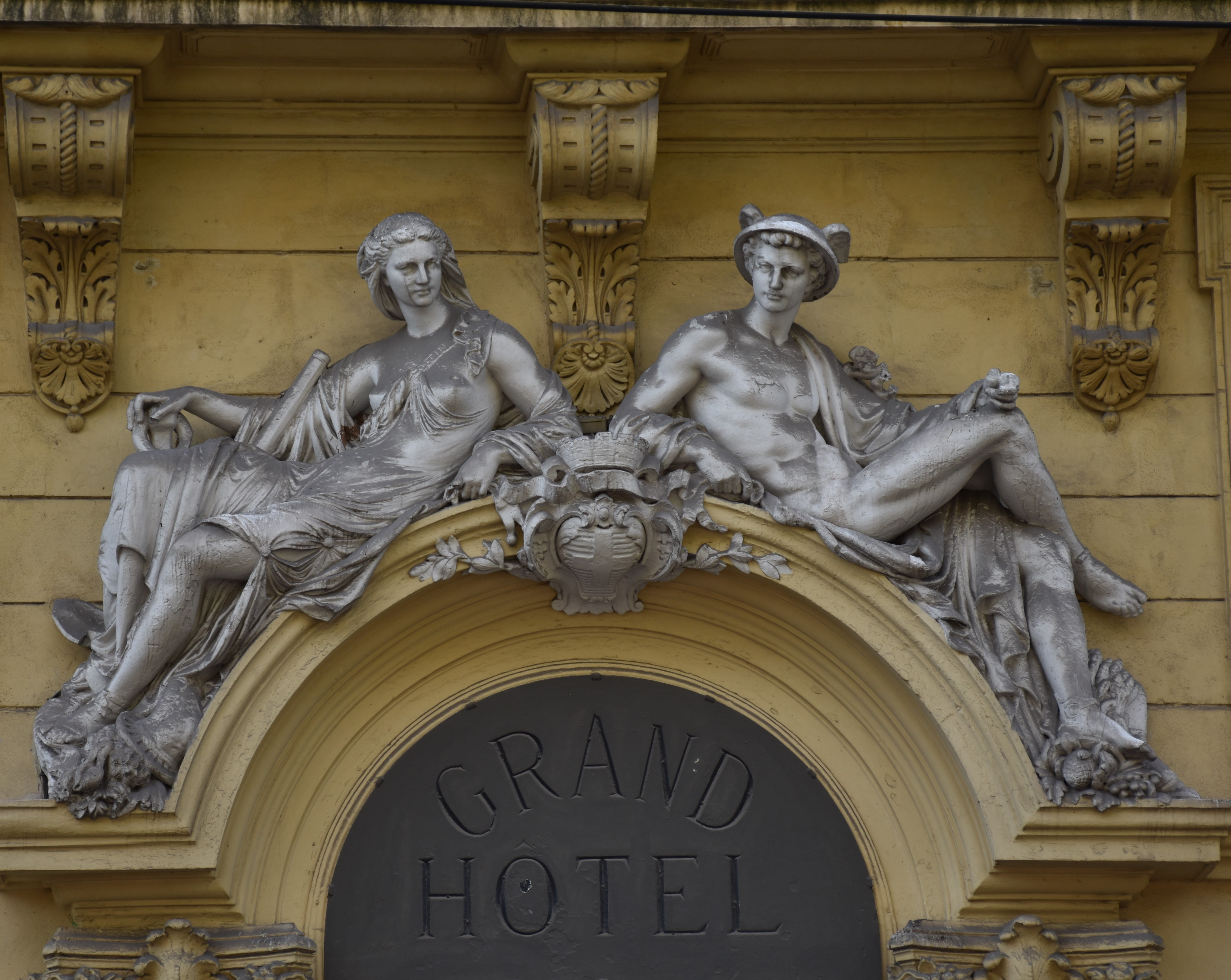
La marine et le commerce (1863), Marseille, Grand hôtel de Marseille, la Canebière
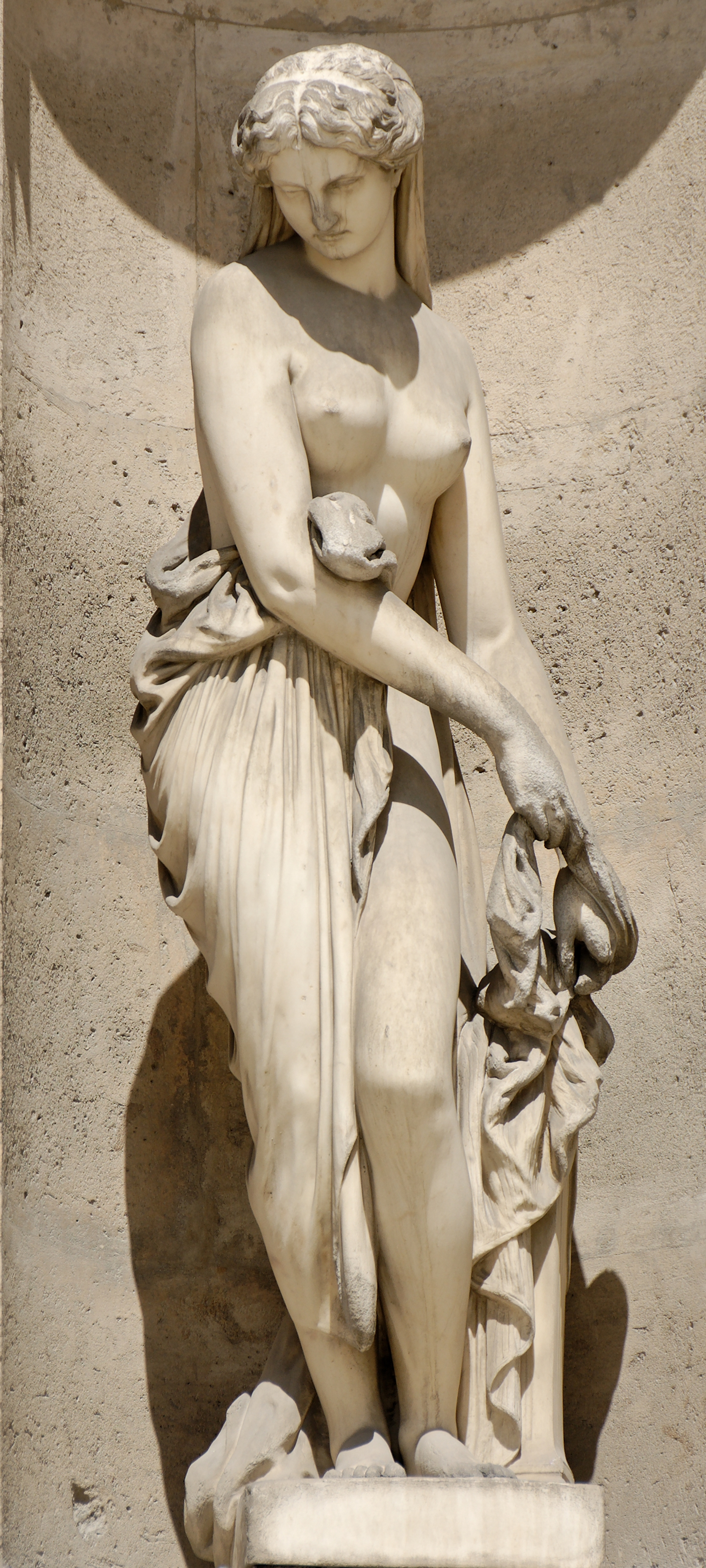
Campaspe se déshabillant devant Apelle par ordre d'Alexandre (1883), Paris, palais du Louvre, façade nord de la Cour carrée.
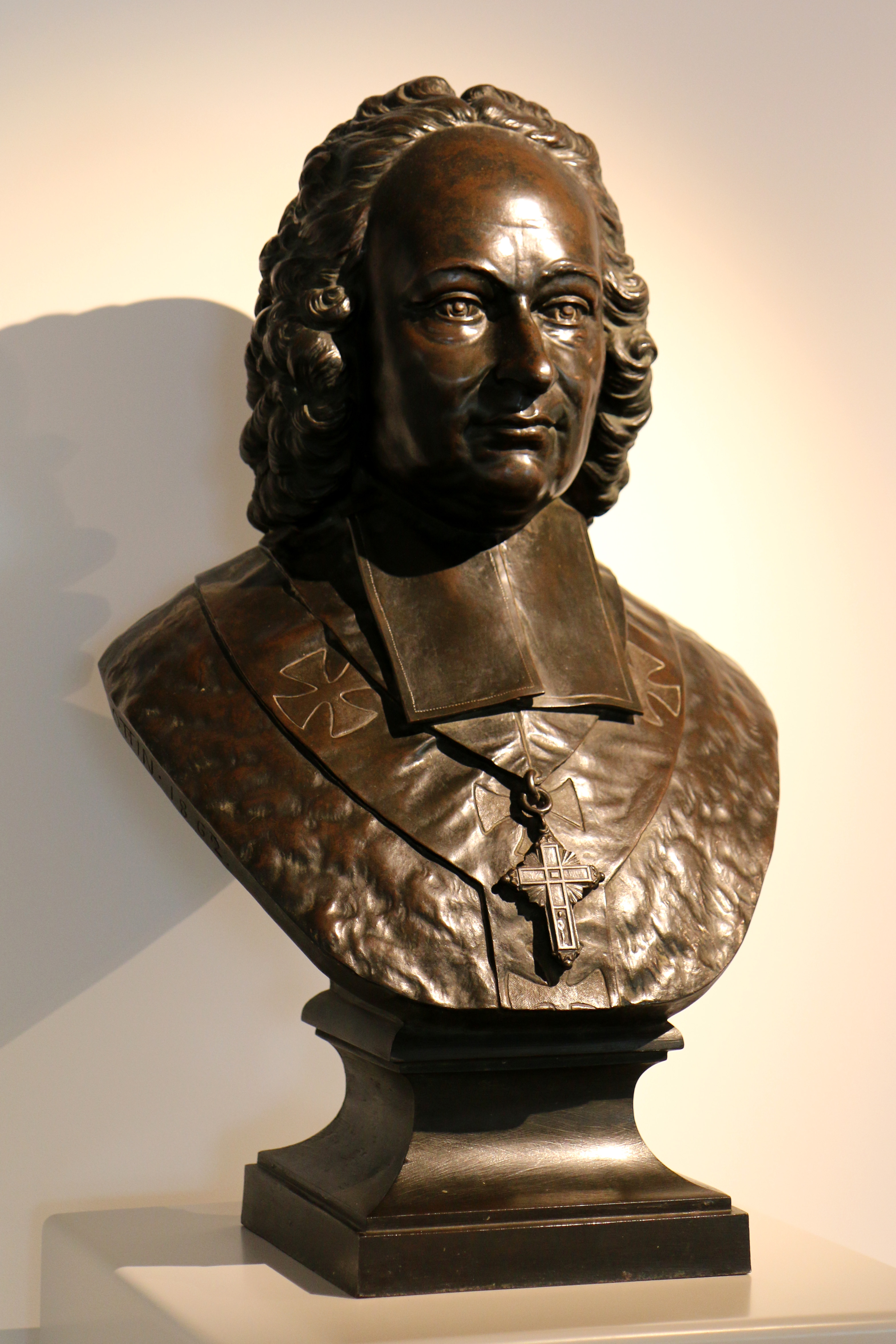
Mgr de Belsunce, musée d'histoire de Marseille.
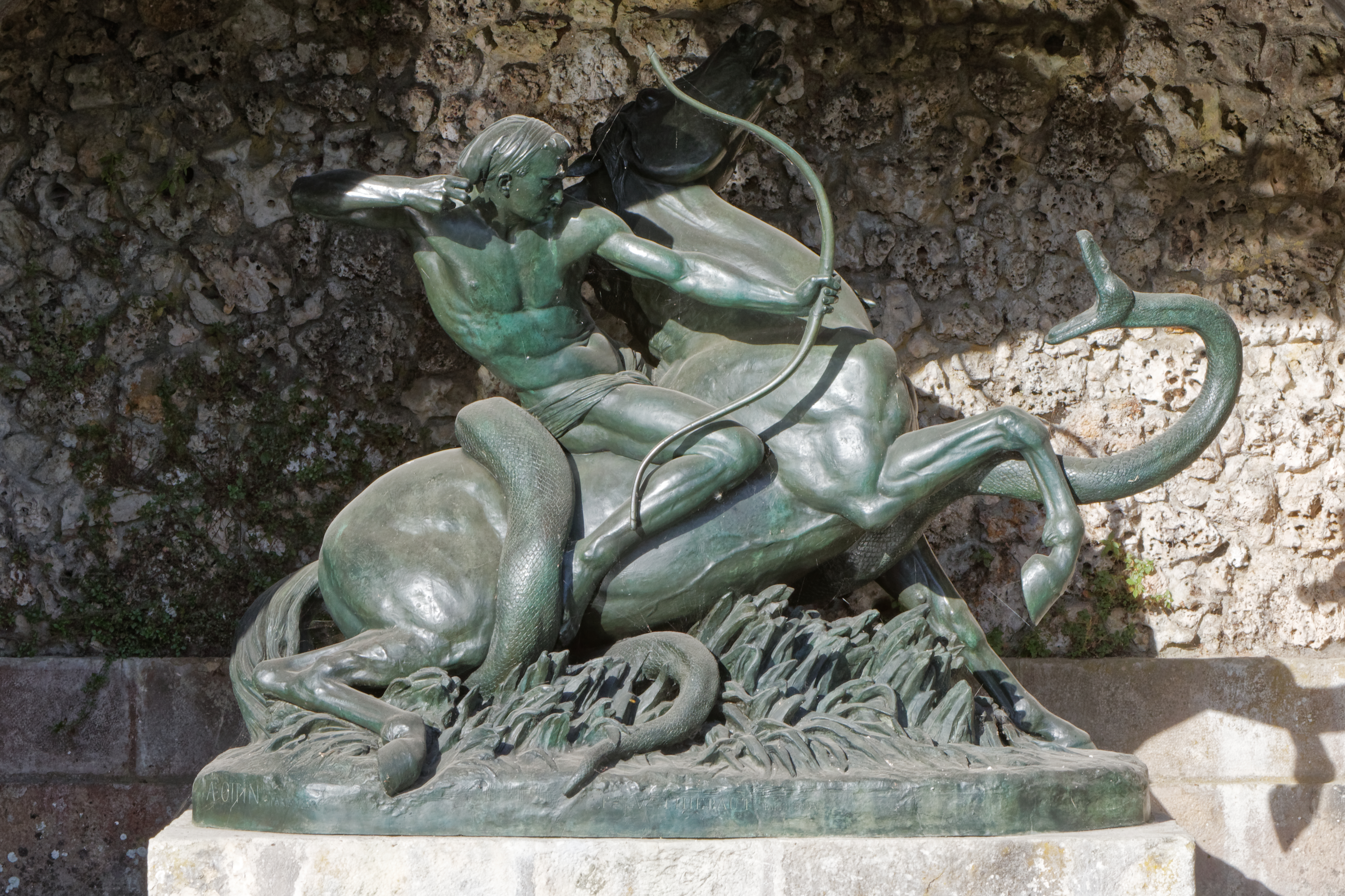
Chasseur indien surpris par un boa, château de Fontainebleau, bassin des cascades.
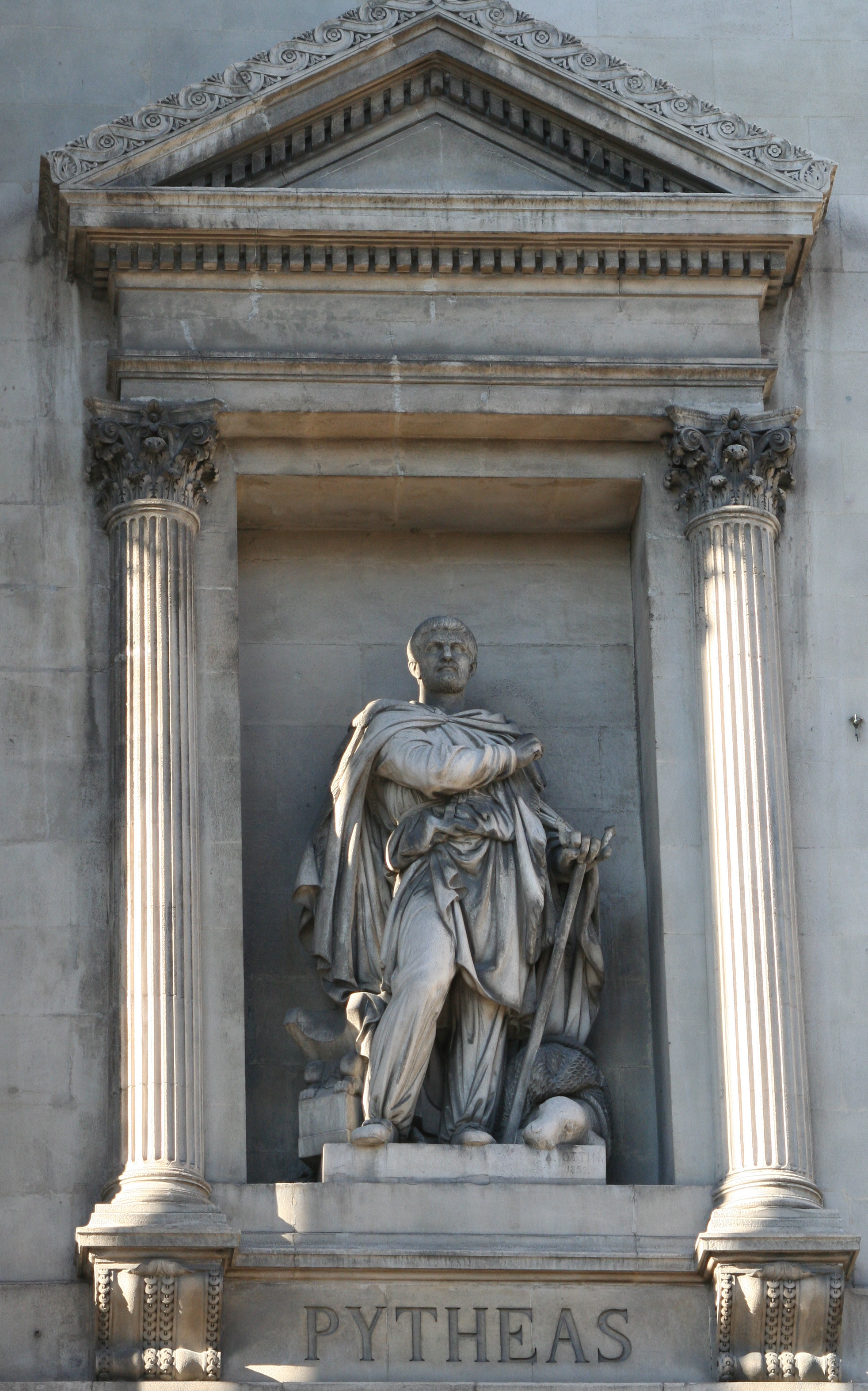
Pythéas, Marseille, palais de la Bourse.
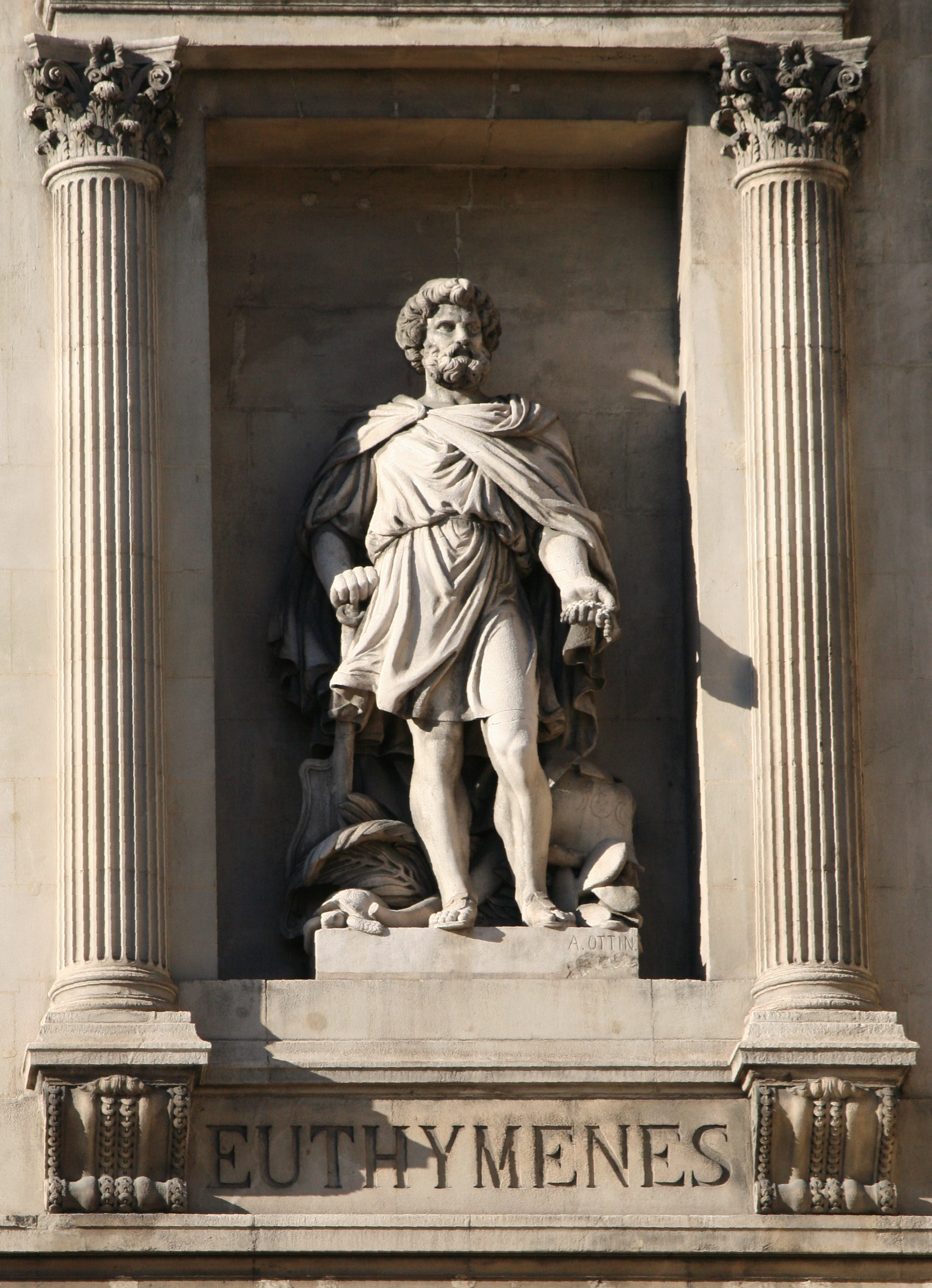
Euthymènes, Marseille, palais de la Bourse.

Fontaine Médicis, Paris, jardin du Luxembourg (1866)
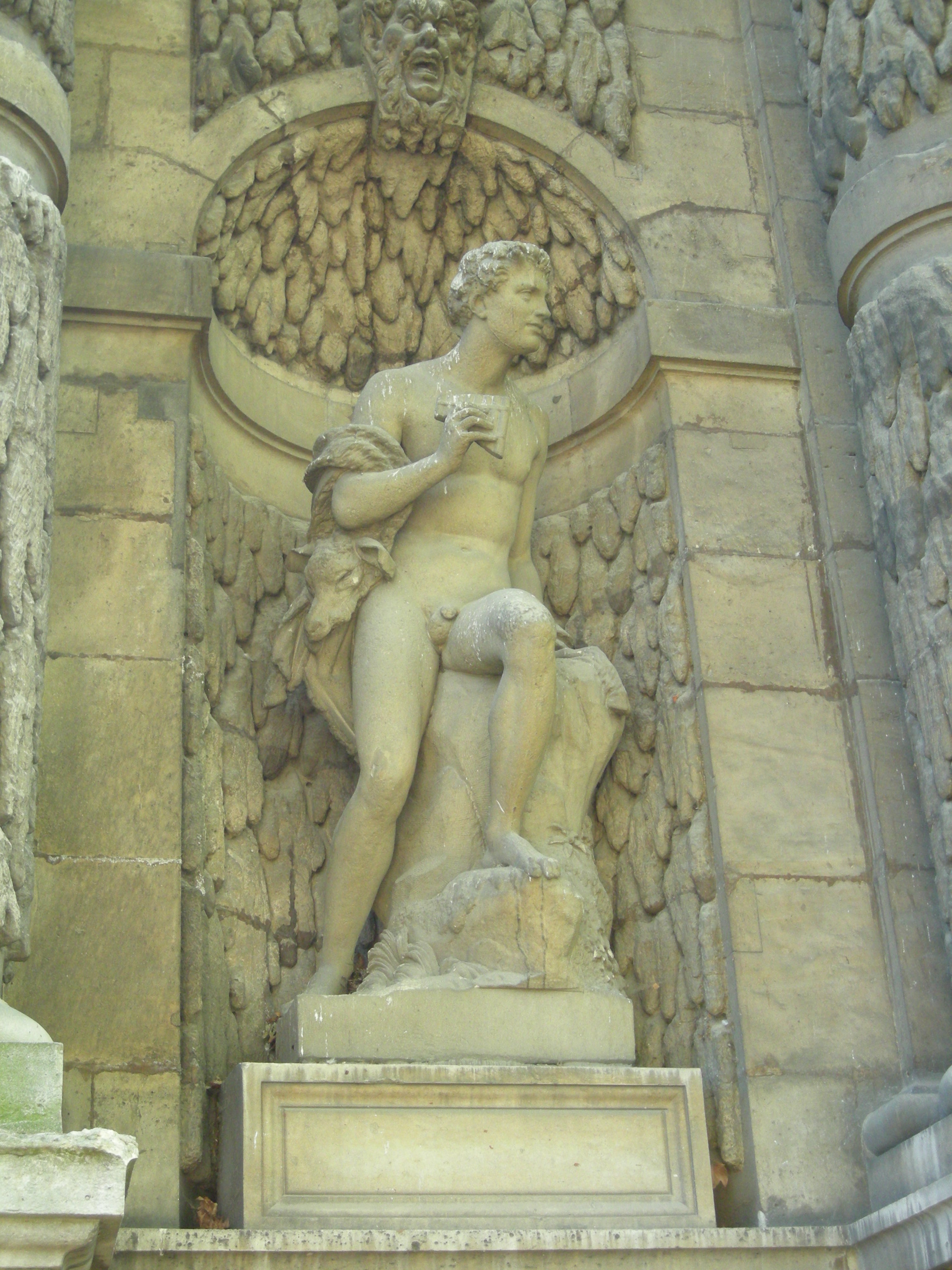
Pan
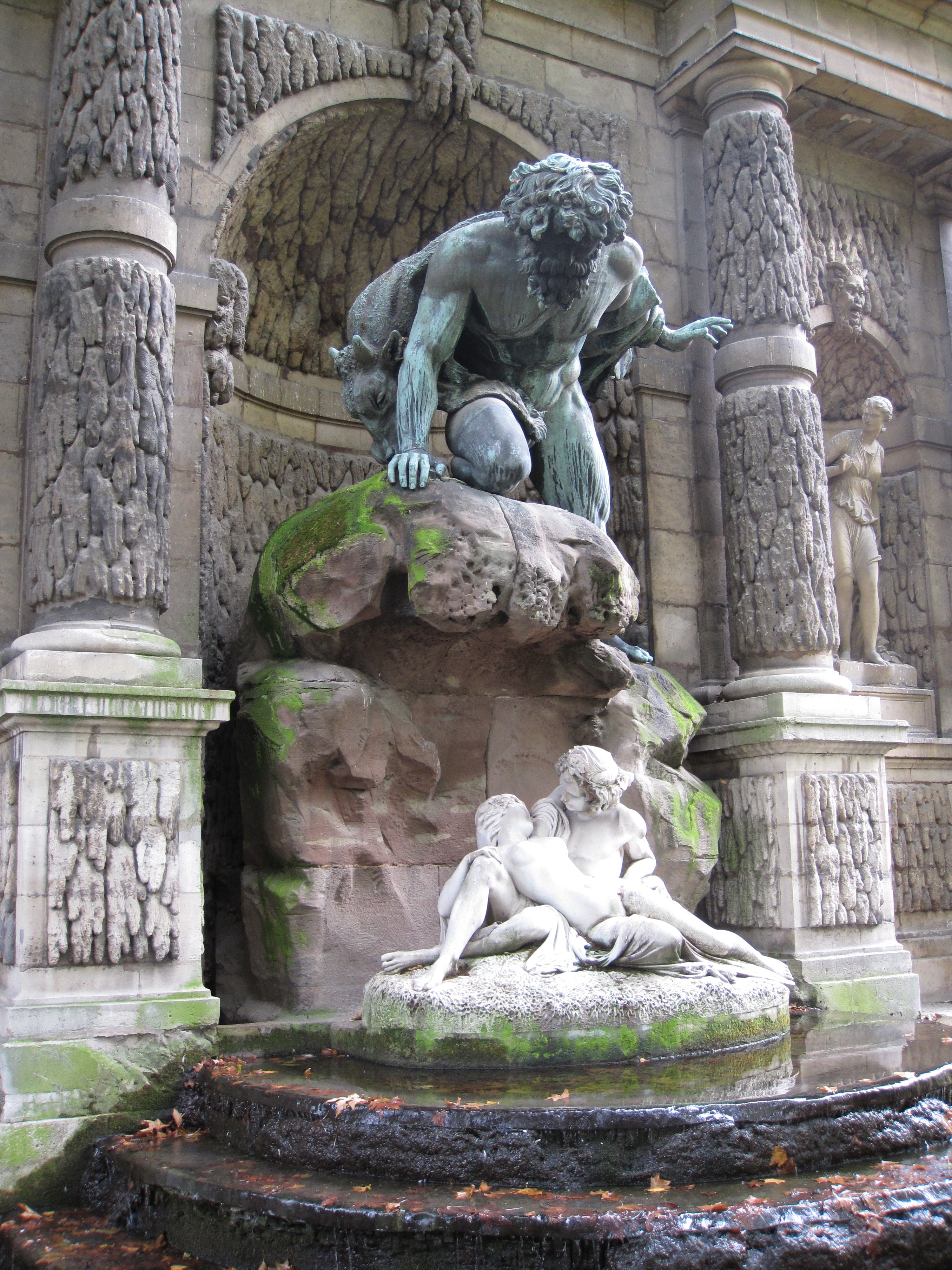
Polyphème surprenant Galatée dans les bras d'Acis
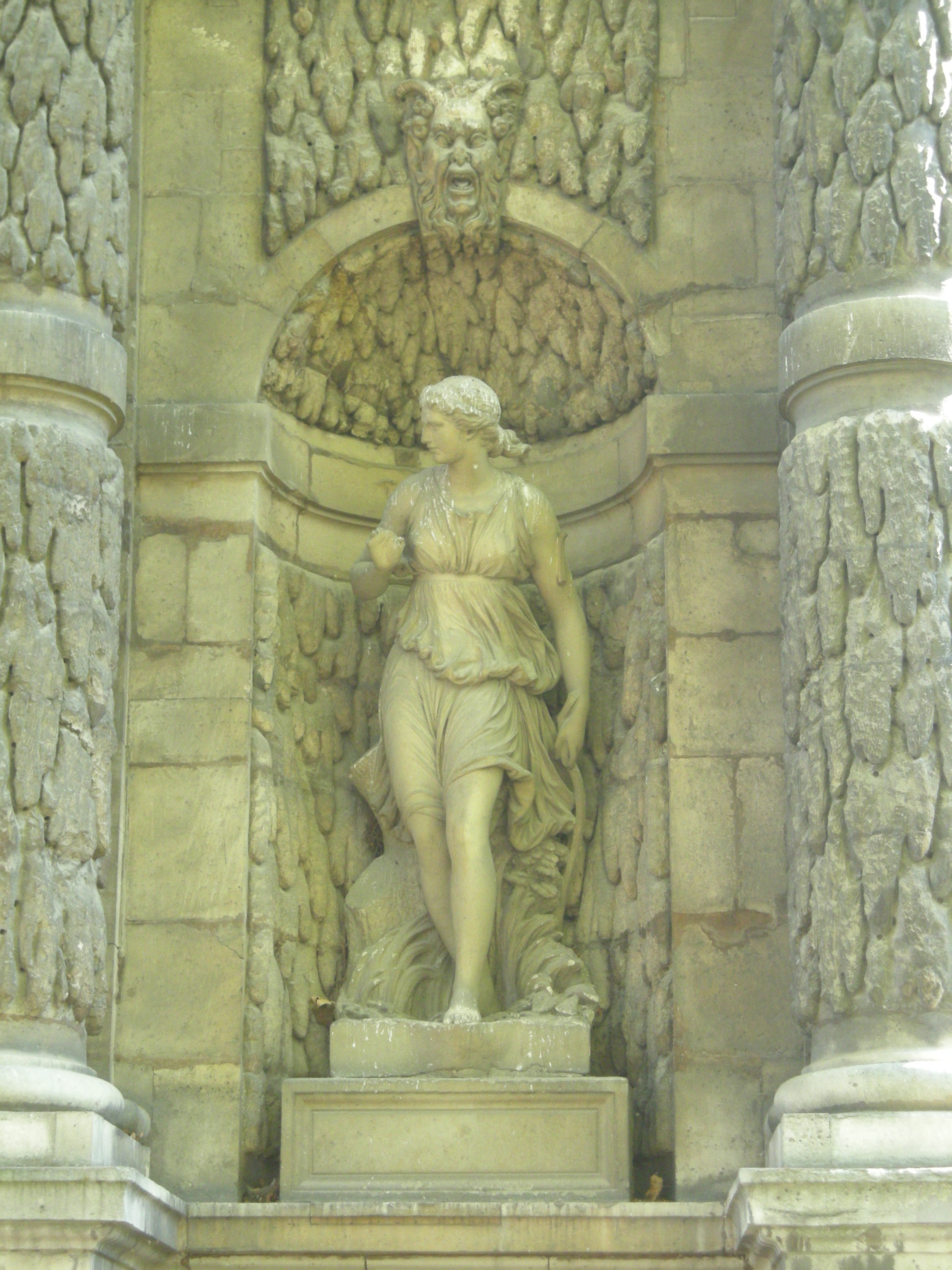
Diane

## Élèves
- Jean-Baptiste-Désiré-Agénor Chapuy